# Pheidole tasmaniensis
Pheidole tasmaniensis is een mierensoort uit de onderfamilie van de Myrmicinae. De wetenschappelijke naam van de soort is voor het eerst geldig gepubliceerd in 1866 door Mayr.